# Carmenta (gênero)
Carmenta é um gênero de traça pertencente à família Brachodidae.